# 亞布倫科夫

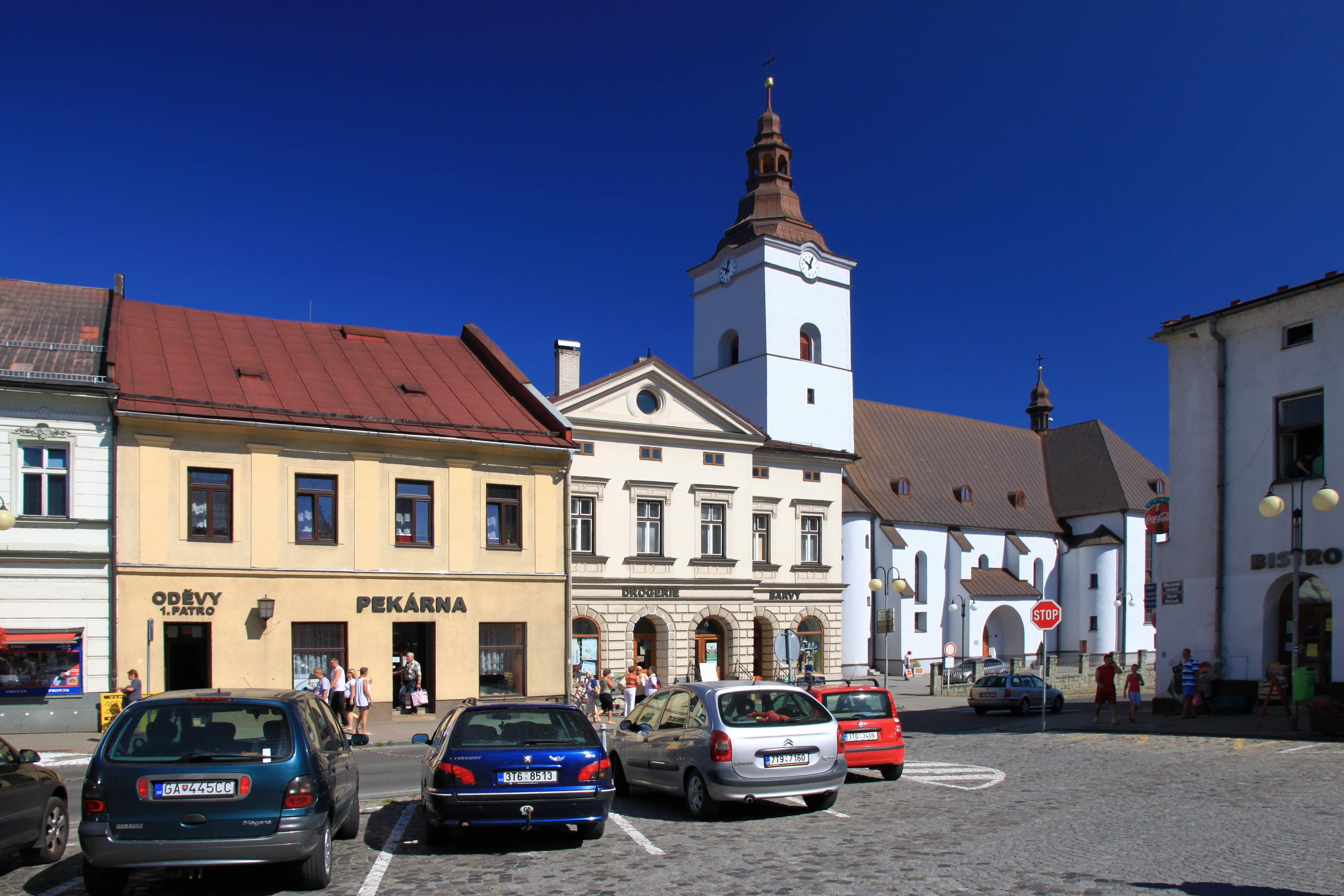

亞布倫科夫是捷克的城鎮，位於該國東部，毗鄰與波蘭和斯洛伐克接壤的邊境，由摩拉維亞-西利西亞州負責管轄，面積10.39平方公里，海拔高度386米，2011年人口達到5,649。
亚布伦科夫在捷克语中是苹果镇的意思，相传很久以前有一队旅人途径此处，在一棵硕果累累的苹果树下小歇，这颗苹果树带给了他们食物和阴凉，因此他们决定在此安居。所以就有了苹果镇的美称。现如今，这座小镇已经到处种满苹果树，每到5月花开的季节，苹果花芬芳，为小镇增添了不少生趣。

## 外部連結
- （捷克文） Official website（页面存档备份，存于）

49°34′28″N 18°45′58″E / 49.57444°N 18.76611°E